# Hans-Erik Lindström
Hans-Erik Lindström, född 27 juli 1944 i Solna församling, är en svensk präst och författare.

## Biografi
Hans-Erik Lindström prästvigdes i Storkyrkan i Stockholm 1971 efter att ha studerat vid Stockholms Teologiska Institut under Uppsala universitet.  Under studietiden var han en av initiativtagarna till landets första alternativa jul 1968. Samma år var han en av grundarna till Ny Gemenskap, en förening för utsatta människor med hemlöshet och missbruksproblematik; idag (2021) möter föreningen dagligen cirka 500 människor i Stockholm. En period levde han som hemlös för att inifrån förstå mer av deras liv. Hans engagemang innefattade även demonstrationer för hemlösas rättigheter och uppvaktning av beslutsfattare. Bland annat ledde han en fredsvandring till Kyrkornas världsråds generalförsamling i Uppsala 1968.Hans viktigaste föredöme under hela livet har varit Franciskus av Assisi.  
Efter prästvigningen var han mellan 1971 och 1980 präst i Katarina församling i Stockholm och startade då ett ekumeniskt diakonicentrum på Södermalm. Efter att 1981 flyttat till Linköping arbetade han på Linköpings stadsmission med fältarbete, innan han som anställd av Linköpings stift blev ansvarig för diakonifrågor i stiftet. 1994–1996 var han anställd på Kyrkokansliet i Uppsala på nationell nivå och kom där bland annat att arbeta med internationella kontakter med europeiska diakoniorganisationer.  
Åren 1997–2009 byggde han upp Nordens första pilgrimscentrum i Vadstena och myntade pilgrimens sju nyckelord: frihet, enkelhet, tystnad, bekymmerslöshet, långsamhet, andlighet och delande, som blivit ett tolkningsraster för nutida pilgrimer i hela Norden. Han har blivit en frontfigur för den moderna pilgrimsrörelsen - inte bara i Sverige utan i hela Skandinavien. Han har lett flera hundra pilgrimsvandringar, bland annat runt hela Sverige år 2000 (2300 km).
Lindström har skrivit omkring 25 böcker, främst inom områdena diakoni och pilgrimskap.

### Familj
Hans-Erik Lindström är son till Gunnar och Ingrid Lindström. Han är gift med diakonen och socionomen Sanna Lindström och han har fem barn.